# Falkenberg Strandbad
Falkenberg Strandbad är ett hotell som ligger vid Skrea strand i Falkenberg. Den äldsta byggnaden i anläggningen är från 1937. Till hotellet hör konferensavdelning, spa och restauranger. Sedan 2011 är Ess hotellägare.